# Goniometrie
Goniometrie (z řeckého gónia = úhel a metró = měřím) je oblast matematiky, která se zabývá goniometrickými funkcemi jako sinus, kosinus, tangens a kotangens. Její součástí je také trigonometrie, která se věnuje praktickému užití těchto funkcí při řešení různých úloh o trojúhelnících.

## Historie goniometrie
Základy goniometrie položili již Egypťané a Babyloňané. Po Alexandrově výpravě do Asie převzali tyto znalosti spolu s dělením úhlu na 360° Řekové. Hlavním bodem zájmu babylonských a řeckých vědců byl podoobor dnešní goniometrie, trigonometrie, zvláště pak trigonometrie sférická (trigonometrie útvarů na kulové ploše). Jejím průkopníkem se stal Aristarchos ze Samu, který studoval vzdálenosti Slunce a Měsíce od Země.
Dále v budování goniometrie pokračovali vědci z Indie a Arábie, kteří věnovali úsilí spíše kalkulativním problémům a aritmetickým algoritmům. Indové zavedli funkce, které se později ustálily pod jmény sinus a kosinus (kosinus znamenal sinus doplňku do 90°).
Dnes používané termíny pro tangens (tečna), kotangens (doplněk do tečny), sekans (sečna) a kosekans se poprvé objevily až během 16. a 17. století v Evropě. V tomto období se utřiďovaly všechny doposud známé poznatky a goniometrické funkce se začaly používat pro popis periodických dějů.

## Užití goniometrie
V současnosti poznatky z goniometrie uplatňuje velké množství oborů, zejména pak astronomie, geodézie a satelitní navigační systémy k určování vzájemných pozic dvou bodů (tato technika se nazývá triangulace). Dále goniometrii využívá hudební teorie, akustika, optika, elektronika, biologie, statistika, lékařská diagnostika (ultrazvuk a tomografie), chemie, kryptologie, seismologie, oceánografie, meteorologie, fonetika, architektura, ekonomie, krystalografie, počítačová grafika a mnoho fyzikálních věd.

## Goniometrické funkce

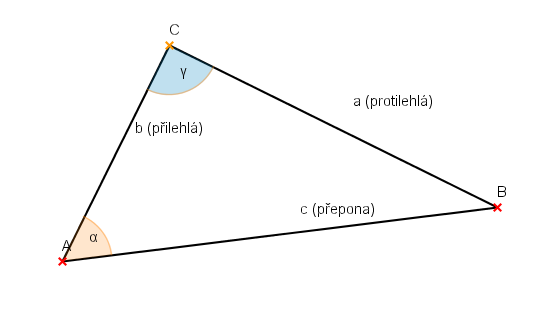
Pravoúhlý trojúhelník s pravým úhlem γ při vrcholu C. Přilehlá a protilehlá odvěsna se vztahují k úhlu α

### Hodnoty goniometrických funkcí v pravoúhlém trojúhelníku
- Sinus {\displaystyle \alpha } je poměr délky odvěsny protilehlé tomuto úhlu a délky přepony.

{\displaystyle \sin \alpha ={\frac {a}{c}}}
- Kosinus {\displaystyle \alpha } je poměr délky odvěsny přilehlé tomuto úhlu a délky přepony.

{\displaystyle \cos \alpha ={\frac {b}{c}}}
- Tangens {\displaystyle \alpha } je poměr délek odvěsny protilehlé tomuto úhlu a délky odvěsny k němu přilehlé.

{\displaystyle {\textrm {tg}}\,\alpha ={\frac {a}{b}}={\frac {\sin \alpha }{\cos \alpha }}}
- Kotangens {\displaystyle \alpha } je poměr délek odvěsny přilehlé tomuto úhlu a délky odvěsny k němu protilehlé.

{\displaystyle {\textrm {cotg}}\,\alpha ={\frac {b}{a}}={\frac {\cos \alpha }{\sin \alpha }}}
- Sekans {\displaystyle \alpha } je poměr délky přepony a délky odvěsny přilehlé tomuto úhlu.

{\displaystyle \sec \alpha ={\frac {c}{b}}={\frac {1}{\cos \alpha }}}
- Kosekans {\displaystyle \alpha } je poměr délky přepony a délky odvěsny protilehlé tomuto úhlu.

{\displaystyle {\textrm {cosec}}\,\alpha ={\frac {c}{a}}={\frac {1}{\sin \alpha }}}